# Дроздов, Николай Николаевич (полковник)
Никола́й Никола́евич Дроздо́в (16 ноября 1903, г. Ковно, Российская империя — 1969, Иваново, РСФСР, СССР) — советский военный деятель, полковник (1942).

## Биография
Родился 16 ноября 1903 года в городе Ковно, ныне город Каунас в Литве. Русский. До службы в армии в 1917 году окончил четыре класса гимназии им. М. В. Ломоносова в Москве, а в 1919 году — два класса школы 2-й ступени в городе Иваново-Вознесенск.

### Военная служба

#### Гражданская война
10 мая 1919 года добровольно вступил в РККА и зачислен красноармейцем в 30-й отдельный батальон, с которым убыл на Северный фронт. По прибытии он был переименован в 9-й батальон и воевал в составе 1-й бригады 18-й стрелковой дивизии 6-й армии в районе ст. Плесецкая (архангельское направление) и на реке Авда (шенкурское направление). С ликвидацией Северного фронта в мае 1920 года батальон был направлен на Польский (Западный) фронт и в составе 15-й армии участвовал в боях с белополяками в районе м. Глубокое, под городами Вилейка, Лида, Белосток, Острув-Мазовецкий, Пултуск, затем отходил в направлении Остроленка, Ломжа, Августов, Гродно, Лида, Минск, Невель.

#### Межвоенные годы
В феврале 1921 года был переведен в губернскую ЧК в городе Иваново-Вознесенск (с февраля 1922 г. — губернский отдел ГПУ, с ноября 1923 г. — ОГПУ), где служил военным цензором, старшим делопроизводителем и помощником уполномоченного губернского отдела ОГПУ. С сентября 1925 года по январь 1927 года учился в Высшей пограничной школе ОГПУ в Москве. Член ВКП(б) с 1925 года. По окончании назначен в 55-й кавалерийский Джалинджинский пограничный отряд на Амуре, где занимал должности начальника заставы, уполномоченного комендатуры, помощника коменданта по секретно-оперативной части, коменданта участка (пос. Джалинда Рухлевского района Дальневосточного края). С октября 1933 года по май 1935 года вновь учился в Высшей пограничной школе НКВД в Москве (старший курс). По окончании назначен в 7-й пограничный отряд НКВД Ленинградского округа в городе Кингисепп, где исполнял должность коменданта участка и начальника 2-го отделения штаба. С марта 1938 года был начальником штаба, а с 1939 года — командиром 3-го Петрозаводского пограничного отряда НКВД Карело-Финской ССР. В этой должности участвовал в Советско-финляндской войне, за боевые отличия в которой был награжден орденом Красной Звезды. По окончании боевых действий отряд был переведен в город Сортавала (севернее Ладожского озера).

#### Великая Отечественная война
С началом войны отряд совместно с частями 168-й стрелковой дивизии 19-го стрелкового корпуса 23-й армии вступил в тяжелые оборонительные бои, прикрывая ж. д. Ленинград — Петрозаводск. С августа 1941 года командовал группой войск кексгольмского направления в составе Северного, затем Ленинградского фронтов (сформирована из 3-, 33-, 192- и 5-го Краснознаменного пограничных отрядов). Позднее на базе группы была сформирована пограничная бригада, которая в составе 23-й армии Ленинградского фронта занимала оборону по реке Сестра и побережью Финского залива. В июле 1942 года назначен начальником отдела охраны войск тыла этой же 23-й армии, одновременно принял командование формирующимся 103-м пограничным полком НКВД. В ноябре отозван с фронта в Москву и направлен в Отдельную армию НКВД на должность заместителя командира Уральской стрелковой дивизии НКВД. Дивизия формировалась в УрВО в городе Ревда Свердловской области, в период формирования с 26 января по 24 марта 1943 года временно командовал дивизией.
В феврале 1943 года Уральская дивизия была переименована в 175-ю Уральскую стрелковую и вместе с 70-й армией подчинена Центральному фронту. С 6 марта ее части с марша вступили в бой с противником в районе Светлый Луч — Муравчик, Ржавчик и Успенский (юго-восточнее г. Дмитровск-Орловский). С 21 марта она была выведена во второй эшелон. С 5 июля 1943 года дивизия в составе той же армии участвовала в Курской битве, Орловской наступательной операции. Ее части вели упорные бои в районе севернее и северо-восточнее Фатежа. С переходом в контрнаступление они прорвали передний край обороны противника и отбросили его за реку Ракитная, затем на рубеж Кошелево — Брусовец. Развивая наступление, дивизия 11 августа достигла южного берега реки Нерусса. Отбросив немцев к реке Ленга, она была остановлена приказом штаба армии на рубеже Рублино — Успенский. С 22 августа дивизия перешла в подчинение 48-й армии и участвовала в Черниговско-Припятской наступательной операции (вела наступление в направлении на Преображенский), затем с 5 сентября была выведена во второй эшелон на доукомплектование. После пополнения с 27 сентября она в составе той же 48-й армии вновь вела наступательные бои по освобождению Левобережной Украины, затем участвовала в битве за Днепр, Гомельско-Речицкой наступательной операции, в боях в междуречье рек Днепр и Березина и наступлении в Полесской области. С 30 ноября 1943 года по 18 января 1944 года полковник Дроздов временно командовал дивизией. С 30 января 1944 года она была выведена в резерв Ставки ВГК, а 6 февраля передислоцирована на пополнение в Курскую область. (вновь находилась в 70-й армии). Затем к 8 марта переброшена в район южнее города Сарны в 47-ю армию 2-го Белорусского фронта и участвовала в Полесской наступательной операции. С 16 апреля она вместе с армией вошла в состав 1-го Белорусского фронта. С 11 июня по 7 августа 1944 года Дроздов вновь временно командовал дивизией. С 18 июля 1944 года ее части отличились в Люблин-Брестской наступательной операции, в боях при освобождении города Ковель, за что ей было присвоено наименование «Ковельская» (23.07.1944). С выходом к реке Висла в начале августа она перешла к обороне на подступах к Праге (предместье Варшавы). В середине сентября дивизия вела бои за овладение крепостью Прага, за что была награждена орденом Красного Знамени (31.10.1944). В октябре её части вели кровопролитные бои за посёлок Ружеполе, затем находились в обороне во втором эшелоне. С 18 ноября 1944 года по 13 января 1945 года из-за последствий контузии находился на лечении в военном госпитале № 1079 в городе Иваново, затем был откомандирован в распоряжение начальника войск НКВД по охране тыла 1-го Белорусского фронта. С 15 марта 1945 года командовал 48-м стрелковым ордена Суворова полком войск НКВД.

#### Послевоенное время
С декабря 1945 года исполнял должность начальника оперативной группы оперативного сектора НКГБ (Германия — Тюрингия), с июля 1947 года — начальника окружного отделения НКГБ (отдел кадров НКГБ СССР). С октября 1947 года был преподавателем тактики и топографии, с августа 1949 года — командиром 1-го дивизиона слушателей, а с ноября 1951 года — командиром 1-го учебного дивизиона Сортавальской школы усовершенствования офицерского состава войск МГБ. 7 декабря 1953 года полковник Дроздов уволен в запас.

## Награды
СССР
- орден Ленина (12.05.1945)[5][6]
- четыре ордена Красного Знамени (26.08.1941[7], 25.08.1944[8], 03.11.1944[6][9], 01.06.1951[6])
- орден Отечественной войны I степени (21.07.1943)[10]
- два ордена Красной Звезды (27.07.1940[11], 28.10.1967[12])
  - медали в том числе:
  - «XX лет Рабоче-Крестьянской Красной Армии» (1938)[8]
  - «За оборону Ленинграда» (1943)[8]
  - «За победу над Германией в Великой Отечественной войне 1941—1945 гг.» (1945)[13]
  - «За взятие Берлина»[13]
  - «За освобождение Варшавы»[13]
- Почётный сотрудник госбезопасности (1940)[8]

Других государств
- Крест Храбрых (ПНР)[4].
- медаль «Победы и Свободы» (ПНР)[4].